# Карнеги, Джеймс, 3-й герцог Файф
Джеймс Джордж Александр Баннерман Карнеги, 3-й герцог Файф (англ. James George Alexander Bannerman Carnegie, 3rd Duke of Fife; 23 сентября 1929 — 22 июня 2015) — британский землевладелец, фермер и пэр. Внук английской принцессы Луизы, дочери короля Великобритании Эдуарда VII и королевы Александры Датской. Как правнук по женской линии британского монарха, он не исполнял королевских или официальных обязанностей и не получал никаких средств из Цивильного листа. Он был троюродным братом королевы Великобритании Елизаветы II, принцессы Маргарет, графини Сноудон и короля Норвегии Харальда V. Через своего деда по материнской линии он также был потомком короля Вильгельма IV и Дороти Джордан.

## Ранняя жизнь
Родился в Лондоне 23 сентября 1929 года. Единственный сын Чарльза Карнеги, 11-го графа Саутеска (1893—1992) и его жены, принцессы Мод (1893—1945), младшей дочери 1-го герцога Файфа и принцессы Луизы. Одним из его крёстных родителей был король Георг V, дядя его матери по материнской линии, который был представлен на крестинах своим старшим сыном и наследником, принцем Уэльским.
Будущий герцог получил образование в Ладгроуве, Гордонстоунской школе и Королевском сельскохозяйственном колледже в Сайренсестере. Он служил в шотландской гвардии в Малайе в 1948—1950 годах. Он был вице-патроном Бремарского королевского горного общества и Британской олимпийской ассоциации.

## Герцог Файф
Герцогство Файф было впервые пожаловано в 1889 году деду герцога, Александру Даффу, 6-му графу Файфу (1849—1912), королевой Викторией после его женитьбы на принцессе Луизе Уэльской, старшей дочери принца Уэльского. В апреле 1900 года он получил новый патент на титул герцога Файфа и графа Макдаффа в Пэрстве Соединенного королевства, на этот раз с особыми правами на своих дочерей от принцессы Луизы и их потомков мужского пола. Поскольку единственными оставшимися в живых детьми герцога и принцессы Луизы были две дочери, герцогство перешло к принцессе Александре Файфской (1891—1959), которая стала супругой принца Артура Коннаутского.
26 февраля 1959 года после смерти Александры Дафф, 2-й герцогини Файф, Джеймс Карнеги стал 3-м герцогом Файфа и графом Макдаффом, потому что её единственный ребенок, Аластер, 2-й герцог Коннаутский и Стратернский, умер раньше неё. 16 февраля 1992 года третий герцог также сменил своего отца на посту графа Саутеска и главы клана Карнеги.
Он жил в Элсик-Хаусе, в своём поместье близ Стоунхейвена в Кинкардиншире, а также занимался фермерством в семейном поместье вокруг замка Киннэрд, Бречин. Его интересы включали спортивные автомобили, вождение Ford Zephyr 6 в ралли Монте-Карло 1955 года.

## ЦарьНиколай II
В 1990-х годах митохондриальная ДНК герцога Файфа была использована для идентификации костей, найденных в Сибири в 1979 году как останки российского царя Николая II, который был убит в 1918 году вместе со своей женой и детьми. Королева Александра, прабабушка герцога Файфа по материнской линии, была старшей сестрой матери Николая II, императрицы Марии Фёдоровны. Тест требовал потомка по женской линии, так как мтДНК передаётся от матери к ребёнку в неизменённом виде, если только нет мутации. В случае Файфа мтДНК от королевы Александры перешла к его бабушке Луизе, а затем к его матери Мод, а потом к нему. мтДНК герцога Файфа на 98,5 % совпадала с костями, редкое несовершенное совпадение, которое, как подозревали учёные, было вызвано генетической мутацией на российской стороне, называемой гетероплазмией. В 1994 году в Санкт-Петербурге были эксгумированы останки младшего брата Николая, великого князя Георгия Александровича. мтДНК великого князя Георгия также выявила гетероплазмию, подтвердив теорию мутации и убедительное доказательство того, что кости действительно принадлежали последнему царю России.

## Брак и семья

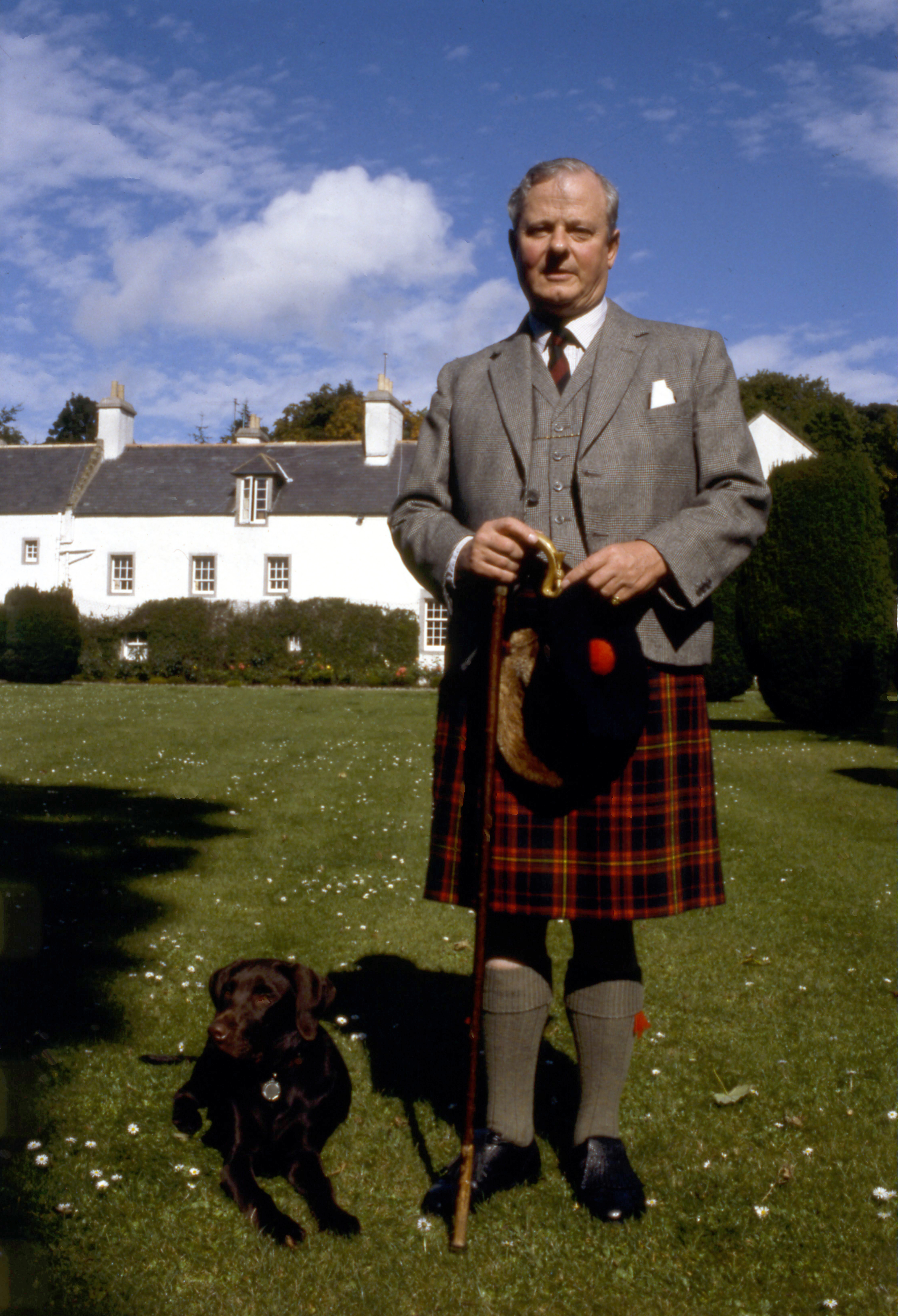
Герцог перед Элсик-хаусом (фотография Аллана Уоррена, 1984 год

В молодости имя герцога было по-разному связано с принцессой Маргарет, балериной Марией Драге и спортсменкой Дивиной Галицой.
11 сентября 1956 года тогдашний лорд Карнеги женился на достопочтенной Каролина Дьюар (род. 12 февраля 1934 года), старшей дочери Генри Дьюара, 3-го барона Фортевиота.
У супругов было трое детей, прежде чем они развелись в 1966 году:
- Мертворождённый сын (4 апреля 1958)
- Леди Александра Клэр Карнеги (род. 20 июня 1959), вышла замуж за Марка Флеминга Этерингтона 11 мая 2001 года. У них одна дочь:
  - Амелия Мэри Этерингтон (род. 24 декабря 2001)
- Дэвид Карнеги, 4-й герцог Файф (род. 3 марта 1961), женился на Каролине Энн Бантинг 16 июня 1987 года и стал четвёртым герцогом Файфом в 2015 году. У них трое сыновей, в том числе Чарльз Дафф Карнеги, граф Саутеск (род. 1989), наследник герцогства.

## Другие титулы
В дополнение к тому, что он был 3-м герцогом Файфом, он также был:
- 12-й граф Саутеск (Пэрство Шотландии)
- 3-й граф Макдафф (Пэрство Соединённого королевства)
- 12-й Лорд Карнеги из Киннэрда (Пэрство Шотландии)
- 12-й Лорд Карнеги из Киннэрда и Лейхарса (Пэрство Шотландии)
- 4-й барон Балинхард из Фарнелла в графстве Форфар (Пэрство Соединённого королевства)
- 9-й баронет Карнеги из Питкарроу (Баронетство Новой Шотландии).